# Santiago (Antioquia)
Santiago es un centro poblado del municipio colombiano de Santo Domingo (Antioquia). Tiene una población de 1041 habitantes.

## Historia
Por Acuerdo 027 del 28 de septiembre de 1917. el concejo lo reconoció como centro poblado que hasta entonces se había conocido con el nombre de Guayabito pero el Acuerdo 45 de 23 de abril del año siguiente, 1918 le cambió el nombre por SANTIAGO y además le dio el nombre a las calles del lugar que serían Policarpa, Ospina, Arboleda, Infante, ubicado en el cañón Porce - Nus, vía Medellín - Puerto Berrio, dista de la cabecera Municipal 28 kilómetros. 

## Sitios turísticos
Entre sus sitios turísticos se destaca el Túnel de la Quiebra, la antigua estación del Ferrocarril de Antioquia, los charcos de virgen y su nueva plaza.

## Economía
Su economía se basa en el cultivo y proceso de la caña de azúcar. En los servicios de educación se cuenta con la I.E.R. Pedro Pablo Castrillón, sección primaria, secundaria y media con énfasis en agropecuaria, ya que posee una granja integral.
- Datos: Q25415220
- Multimedia: Santiago, Antioquia / Q25415220